# 스탈린 기념비 (프라하)

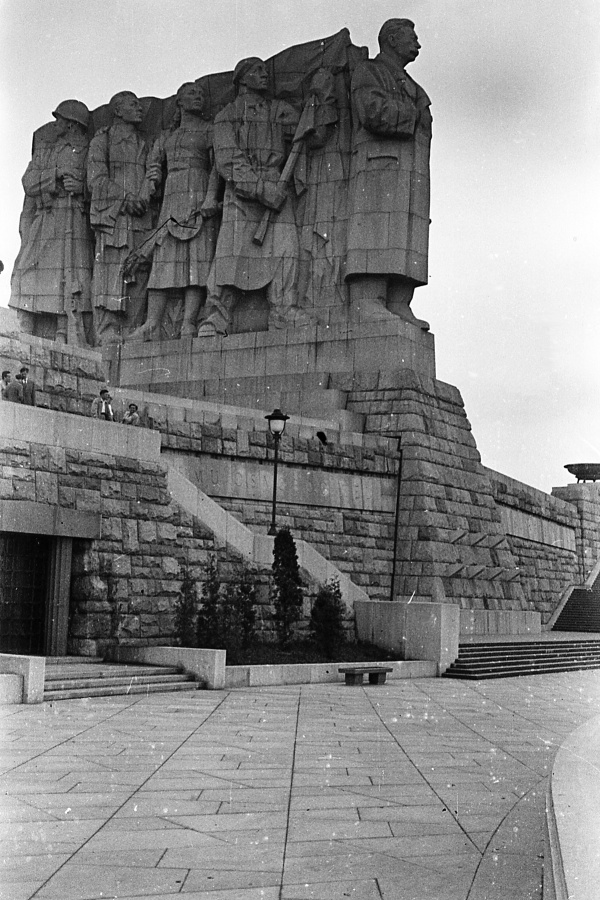
스탈린 기념비

스탈린 기념비(체코어: Stalinův pomník)는 체코슬로바키아 프라하에 있던 이오시프 스탈린을 기리는 15.5 m (51 ft) 높이의 화강암 기념비였다. 이 구조물은 1948년 소련의 지원을 받아 체코슬로바키아 공산당이 체코슬로바키아에서 권력을 장악한 후 건설되었다. 스탈린주의 이념을 과시하기 위해 설계되었으며 프라하 시내 중심가를 내려다보는 레트나 공원의 레트나 언덕에 있는 높은 곳에 건설되었다. 기념비는 공식적으로 1955년 5월 1일에 공개되었다. 1962년 11월 6일 철거되었다.